# Rolf "Kinis" Johansson
Rolf Unger "Kinis" Johansson, född 18 maj 1928 i Borås, död 4 november 2009 i Borås, var en svensk fotbollsspelare (högerhalv).
Johansson representerade IF Elfsborg från 1949, och gjorde sammanlagt 69 allsvenska matcher (1 mål) för klubben.